# 藁城区
藁城区是中华人民共和国河北省石家庄市下辖的市辖区。位于河北西部偏南，滹沱河上游。區人民政府駐廉州路2號。总面积为812.82平方公里。

## 历史沿革
西汉置藁城县，属真定国；东汉废。北魏复置藁城县，属鉅鹿郡。北齐改为高城县，为鉅鹿郡治。隋初郡废，县属赵州，开皇十年，于县置廉州，十八年，复改名为藁城；大业初，州废，县属赵郡；义宁初，复为鉅鹿郡治，析置柏肆、新丰、宜安三县。唐初复改廉州；平窦建德后，省新置三县，以廉州辖毋极（今无极县）、鼓城、鹿城。贞观初州废，县属恒州；天祐初改为藁平。五代梁开平三年，赵王镕附晋，复故。宋属真定府。金因之。元初置永安州，寻废，仍为藁城县。明属真定府，清属正定府。1913年，属范阳观察使；次年改观察使为道，藁城改属保定道。1928年道废，属河北省。1940年3月，正藁办事处与新乐县辖区合并，组成藁正新联合县，8月撤销藁正新联合县，原正藁地区与无极县城以西地区合并建立藁无县。次年5月，滹沱河以南的藁城县与晋县合并，组成晋藁县，属冀中七专署。11月藁（城）梅（花）路以西地区与正获县组成藁正获县，属冀中七专署。1943年9月，撤销藁正获县，原藁城南部地区恢复藁城县，属冀中七专署。
1945年10月，藁无县撤销，原藁无县的藁正部分组成正藁县。民国35年（1946年）2月，撤销正藁县，藁城县恢复原建制，属冀中六专署。9月复置正藁县，12月获鹿县佐与藁城县合并，组建藁获县，属冀中十一专区。民国36年（1947年）1月，藁获县改称藁正获县，11月，撤销正藁县及藁正获县，恢复藁城县，属冀中十一专区。
1949年8月，时藁城县属石门区（9月改称石家庄专区）。1949年后，藁城县属石家庄专区。
1958年11月，藁城、无极、栾城三县合并为藁城县；1960年7月，原栾城县部分划出；1962年1月，原无极县部分划出。
1967年11月，石家庄专区改称石家庄地区，藁城县划归石家庄地区管理。1989年7月，藁城撤县建市，为省辖县级市，由石家庄地区代管。1993年6月，石家庄地区和石家庄市合并，藁城市隶属石家庄市。2014年9月撤市设石家庄市藁城区。

## 行政区划
藁城区下辖13个镇、1个民族乡：
廉州镇、兴安镇、贾市庄镇、南营镇、梅花镇、岗上镇、南董镇、张家庄镇、南孟镇、增村镇、常安镇、西关镇、九门回族乡和石家庄经济技术开发区。
其中邱头镇实际上由河北石家庄循环化工园区托管。

## 人口
截至2020年11月1日零時，藁城區常住人口741068人。

## 教育
高等教育
藁城区辖区内有石家庄城市经济职业学院、石家庄信息工程职业学院、河北轨道运输职业技术学院等大学。

## 交通
- 铁路：石济客运专线（石家庄-济南东）藁城南站
- 公路： 黄石高速、 307国道、 204省道、 302省道、 392省道
- 地铁：石家庄地铁3号线 乐乡站